# 平和 (パチンコ)
株式会社平和（へいわ、英: Heiwa Corporation）は、東京都台東区に本社を置くパチンコ・パチスロメーカー。
東京証券取引所プライム市場上場。系列会社にパチスロメーカーのオリンピアがある。

## 歴史
中島健吉（朝鮮清州生まれ。1937年16歳で来日し、戦後日本国籍取得）は、拓殖大学を卒業後、1949年に群馬県桐生市で「平和商会」の名前でパチンコ機の製造販売を始めた。しかし、連発式パチンコの禁止令に端を発する業界の不況の影響を受け、1955年に約9000万円の負債を抱え倒産した。
翌1956年に「平和物産」（販売部門）・「コミック商会」（製造部門）の2社を設立して復帰。1960年に両社を統合して「東和工業株式会社」 を設立。1988年8月8日にパチンコ・パチスロメーカー初の株式店頭公開、さらに1991年12月6日には東京証券取引所第二部に上場。そして1997年6月2日には東京証券取引所第一部に上場。
機器のエレクトロニクス化など技術開発を早くから進め、パチンコ業界を20兆円規模の巨大産業に成長させると同時に、長年にわたり業界トップシェアを誇った。
1999年2月にはオリンピア製「スノーキー」を発表し、パチスロに参入。2003年10月、「CRゴルゴ13」からオリンピア製パチンコ（平和BROS）の販売も開始。2005年3月、平和製「雷蔵伝」を発表し、自社でのパチスロ製造を開始する。
2000年のオリンピアとの資本提携後は同社との関係を深め、2007年8月1日付で平和がオリンピアの株式を株式交換方式により取得し、同社を完全子会社化すると共に、従来オリンピアの筆頭株主だった株式会社石原ホールディングスが、平和の大株主である株式会社中島ホールディングス（創業家による資産管理会社）等から株式を取得し、平和の筆頭株主となった。形式的には平和によるオリンピアの買収であるが、事実上は逆にオリンピアによる平和の買収である。なお、2003年に名誉会長に退いていた創業者の中島健吉は、この際に得た株式売却額とほぼ同額の資産約500億円を投じて2008年に平和中島財団を設立している。
2011年、経営の多角化を目的としてゴルフ場運営企業のPGMホールディングスをTOBにより買収し、2015年8月に完全子会社化した。2025年にはアコーディア・ゴルフの全株式を保有している投資会社を買収する予定で、手続が完了すれば、国内ゴルフ場の運営数としては国内最大（計321か所）、ゴルフ場の保有数としては世界最多になるとしている。

## 特徴
- タイアップ機を多く発売しているのはどのパチンコメーカーにも見られるが、平和は「アントニオ猪木」「ルパン三世」「タイムボカンシリーズ」などのキラーコンテンツを複数抱えており、業績に貢献している。
- 業界古参の会社だけあり、いわゆる「業界初搭載」の機能が多数ある。詳しくは下記機種欄を参照。
- 大当たり中に流れる音楽をリーチ途中から流し、歌い出しと大当たりの開始を合わせたりするなど、演出面でも独自のこだわりを見せる。

## バーチャルYouTuber
平和のぱちインフルエンサーとしてバーチャルYouTuberの霧島ハル・霧島ルナが活動している。

## パチンコ機種

### 旧要件機（主要機種）
- 1973年 - 大三元
- 1977年 - 逆転パチンコ（従来の機種とは逆に途中の入賞口がハズレとなる）
- 1981年 - ブラボー（初のデジパチ）、ゼロタイガー（初の羽根モノ）
- 1986年 - ビッグシューター
- 1987年 - レーザースペーシー7
- 1989年 - ブラボーエクシード（業界初の液晶表示）、ザ・トキオ
- 1990年 - 舞羅望極II
- 1991年 - バレリーナ、麻雀物語（業界初のフルカラー液晶搭載）
- 1992年 - ブラボーキングダム
- 1993年 - ダービー物語、綱取物語
- 1994年 - CR黄門ちゃま2、CR名画
- 1995年 - CRミスパチプロ
- 1996年 - レモン牌
- 1997年 - ホー助くん
- 1998年 - CRルパン三世
- 1999年 - CRドルフィンリング（業界初の64ビットCPU搭載）
- 2000年 - CR不二子におまかせ
- 2001年 - CRヤッターマン、CRハッピーハッピー（業界初の3DCG演出）
- 2002年 - CRルパン・ザ・サード
- 2003年 - CRブラボーファイブ（業界初のスキップ機能搭載）、CR笑点、CRゴルゴ13（平和BROSの初参入機）
- 2004年 - CR木枯し紋次郎（業界初の突然確変搭載）

### 2004年改正規則準拠機
| 機種名                                                                   | 発売年月   | 備考                                                                  |
| ------------------------------------------------------------------------ | ---------- | --------------------------------------------------------------------- |
| CRアントニオ猪木という名のパチンコ機                                     | 2005年1月  | 初の新基準機                                                          |
| CRドロンジョにおまかせ                                                   | 2005年4月  |                                                                       |
| CRサバンナキング                                                         | 2005年6月  | 初の甘デジスペック発売                                                |
| CR月光仮面                                                               | 2005年8月  |                                                                       |
| CRおよげ!たいやきくん                                                    | 2005年9月  |                                                                       |
| CRルパン三世 タマダス島に眠る秘宝                                        | 2005年11月 | 『CRルパン三世』『CR不二子』『CR銭形』の3機種があり、一部演出が異なる |
| CRラッセンワールド                                                       | 2006年1月  |                                                                       |
| CRスキージャンプ・ペア                                                   | 2006年2月  |                                                                       |
| CRゴルゴ13 STRIKES AGAIN                                                 | 2006年3月  | 平和BROSブランド                                                      |
| CRエースをねらえ!                                                        | 2006年5月  | 平和BROSブランド                                                      |
| CRマハラジャ                                                             | 2006年6月  |                                                                       |
| ひらけ!ペンギンアイランド                                                | 2006年6月  | 普通機                                                                |
| CR探偵物語                                                               | 2006年7月  | 平和BROSブランド                                                      |
| CRジョブレース                                                           | 2006年9月  |                                                                       |
| CRRAMBO                                                                  | 2006年10月 | 平和BROSブランド                                                      |
| CR燃える闘魂アントニオ猪木                                               | 2006年11月 | 全面液晶機・SS枠初採用                                                |
| CRマリンアタック                                                         | 2006年12月 | 直撃大当たり搭載の羽根モノタイプ                                      |
| CR粋だね!サブちゃん                                                      | 2006年12月 | 平和BROSブランド                                                      |
| CR桃太郎侍                                                               | 2007年1月  |                                                                       |
| CRAビッグシューター                                                      | 2007年2月  | 羽根モノタイプ                                                        |
| CRケンケンのハワイDEアロハ                                               | 2007年3月  |                                                                       |
| CR時代をまたぐよ!黄門ちゃま                                              | 2007年5月  |                                                                       |
| CR綱取物語                                                               | 2007年8月  |                                                                       |
| CRスーパーブンブン丸                                                     | 2007年9月  | 権利物タイプ                                                          |
| CR銀河英雄伝説                                                           | 2007年10月 |                                                                       |
| CRスーパーバレリーナ                                                     | 2007年12月 | 権利物タイプ                                                          |
| CRバットマン ビギンズ                                                    | 2008年1月  | バトルスペック                                                        |
| CRルパン三世ルピナスタワーのダイヤを狙え                                 | 2008年3月  | 新枠「ルピナス」初採用                                                |
| CR戦国乙女                                                               | 2008年5月  |                                                                       |
| CR響三姉妹                                                               | 2008年8月  |                                                                       |
| CR我 藤岡弘、 柳生十兵衛参上                                             | 2008年10月 |                                                                       |
| CRいなかっぺ大将                                                         | 2009年2月  |                                                                       |
| CRシティーハンター                                                       | 2009年3月  |                                                                       |
| CR石原裕次郎 嵐を呼ぶ男                                                  | 2009年7月  |                                                                       |
| CR新お天気スタジオ                                                       | 2009年8月  |                                                                       |
| CR釣りキチ三平                                                           | 2009年9月  | バトルスペック                                                        |
| CR南国育ち                                                               | 2009年11月 |                                                                       |
| CRヤッターマン                                                           | 2009年12月 |                                                                       |
| CRめぞん一刻                                                             | 2010年1月  |                                                                       |
| CRルパン三世 徳川の秘宝を追え                                            | 2010年2月  | 新枠「ルピナスX」初採用                                               |
| CRトップをねらえ!                                                        | 2010年3月  |                                                                       |
| CR元祖!大江戸桜吹雪2                                                     | 2010年4月  |                                                                       |
| シャボン玉ホリデー CRパチンコだよピーナッツ!                             | 2010年5月  |                                                                       |
| CRゴルゴ13 BACK IN THE BATTLE FIELD                                      | 2010年7月  |                                                                       |
| CR花札物語                                                               | 2010年8月  |                                                                       |
| CR江戸の始末屋 -最強新日烈伝-                                            | 2010年9月  |                                                                       |
| CRアントニオ猪木という名のパチンコ機 道                                  | 2010年12月 |                                                                       |
| CRみどりのマキバオー                                                     | 2011年1月  |                                                                       |
| CR修羅雪姫                                                               | 2011年3月  |                                                                       |
| CRラブ嬢〜ご延長の方はいかがなさいますか?〜                              | 2011年5月  |                                                                       |
| CR戦国乙女2                                                              | 2011年6月  | 携帯サイト連動サービス「打-WIN」スタート                              |
| CRぱちんこRio                                                            | 2011年7月  |                                                                       |
| CR北島三郎 魂の唄                                                        | 2011年8月  |                                                                       |
| CR南国育ちin沖縄                                                         | 2011年10月 |                                                                       |
| CRヤッターマン 天才ドロンボー只今参上!                                   | 2011年11月 | 新枠「ルピナスハート」初採用                                          |
| CRめぞん一刻〜桜の下で〜                                                 | 2012年1月  |                                                                       |
| CR黄門ちゃま寿〜助けて黄門ちゃま!いやマジで…(汗)                         | 2012年3月  |                                                                       |
| CRルパン三世 World is mine                                               | 2012年4月  |                                                                       |
| CR麻雀物語〜麗しのテンパイ乙女〜                                         | 2012年5月  | ヘソ8個保留機能「MAX8」初採用                                         |
| CRシティーハンター〜合言葉はXYZ〜                                        | 2012年7月  |                                                                       |
| CR南国育ち in HAWAII                                                     | 2012年10月 |                                                                       |
| CRアントニオ猪木という名のパチンコ機～やれるのか、本当にお前～           | 2012年11月 |                                                                       |
| CRスキージャンプ・ペア2EX                                                | 2013年1月  | ART型ボーナス機種                                                     |
| CRゴルゴ13 PAYBACK TIME                                                  | 2013年2月  |                                                                       |
| CR戦国乙女3〜乱〜                                                        | 2013年5月  |                                                                       |
| CR綱取物語 咲かせろ!大金星の花ッ!                                        | 2013年6月  |                                                                       |
| CRラブ嬢プラス〜今夜も、ご延長の方はいかがなさいますか?〜                | 2013年7月  |                                                                       |
| CR烈火の炎                                                               | 2013年8月  |                                                                       |
| CR百花繚乱サムライガールズ                                               | 2013年9月  |                                                                       |
| CRルパン三世〜消されたルパン〜                                           | 2013年11月 | 新枠「GOLDEN ROCK」初採用                                             |
| CRぱちんこRio -Rainbow Road-                                             | 2014年1月  |                                                                       |
| スーパーストリートファイターIV CR EDITION                                | 2014年4月  |                                                                       |
| CRドキッ!丸ごと水着 女だらけの水泳大会 アイドルだらけで困っちゃうング!!! | 2014年5月  |                                                                       |
| CRカウボーイビバップ                                                     | 2014年7月  | V確変ST機                                                             |
| CR銀河乙女                                                               | 2014年9月  |                                                                       |
| CRめぞん一刻〜好きなのに…〜                                              | 2014年11月 |                                                                       |
| CR黄門ちゃま超寿 日本漫遊2700km                                          | 2014年12月 |                                                                       |
| CR燃える闘魂アントニオ猪木～格闘技世界一決定戦～                         | 2015年2月  | 特別枠「RISING X」初採用、シリーズ初のV確変機                         |
| CR麻雀物語2〜めざせ!雀ドル決定戦!〜                                      | 2015年4月  |                                                                       |
| CRキャッツ・アイ                                                         | 2015年6月  | RISING X枠第2弾                                                       |
| CRルパン三世 I'm a super hero                                            | 2015年8月  | シリーズ専用枠「SUPER HERO」初採用、シリーズ初のV確変機               |
| CR JAWS                                                                  | 2015年9月  |                                                                       |
| CR熱響! 乙女フェスティバル                                               | 2015年12月 | 『戦国乙女』『南国育ち』『麻雀物語』キャラのコラボ作                  |

### 2016年内規準拠機
| 機種名                             | 発売年月   | 備考                                   |
| ---------------------------------- | ---------- | -------------------------------------- |
| CR逆転裁判                         | 2016年3月  | 「スーパー小当りラッシュ」搭載         |
| CRガールズ&パンツァー              | 2016年4月  |                                        |
| CR烈火の炎2                        | 2016年6月  | 新アタッカー「バーニングユニット」搭載 |
| CRルパン三世〜Lupin The End〜      | 2016年10月 | 新筐体「PICE GUN MODEL」初採用         |
| CR戦国乙女〜花〜                   | 2017年1月  | 新枠「OJA（王者）」初採用              |
| CR TVアニメーション 弱虫ペダル     | 2017年2月  |                                        |
| CRシティーハンター〜XYZ 心の叫び〜 | 2017年3月  |                                        |
| CR銀河鉄道999                      | 2017年6月  |                                        |
| CRめぞん一刻〜約束〜               | 2017年8月  |                                        |
| CR交渉人 真下正義                  | 2017年9月  |                                        |
| CR黄門ちゃま〜神盛JUDGEMENT〜      | 2018年1月  |                                        |
| CR JAWS再臨 -SHARK PANIC AGAIN-    | 2018年5月  |                                        |
| CR百花繚乱サムライブライド         | 2018年10月 |                                        |
| CRルパン三世〜LAST GOLD〜          | 2019年1月  |                                        |
| CRターミネーター2                  | 2019年4月  |                                        |

### 2018年改正規則準拠機
| 機種名                                 | 発売年月   | 備考 |
| -------------------------------------- | ---------- | --- |
| P戦国乙女5 1/219〜1/184Ver.            | 2019年7月  | CR戦国乙女 10th.ANNIVERSARYの兄弟機、6段階設定                                                                          |
| Pターミネーター2〜連撃FULL AUTO ver.〜 | 2019年7月  | 6段階設定 |
| Pルパン三世〜神々への予告状〜          | 2019年9月  | CRルパン三世〜LAST GOLD〜の兄弟機、6段階設定                                                                            |
| P亜人                                  | 2019年11月 | |
| P烈火の炎3                             | 2019年11月 | |
| P真・黄門ちゃま                        | 2020年3月  | 突破型V-STタイプの甘デジのみ遊タイム搭載                                                                                |
| Pルパン三世〜復活のマモー〜            | 2020年11月 | 新筐体BRAST枠第2弾、ルパン専用筐体『ルパンザシアター』搭載 V-STタイプの219Ver.と突破型VSTタイプの99Ver.のみ遊タイム搭載 |
| P JAWS3 SHARK PANIC〜深淵〜            | 2021年2月  | 遊タイム搭載 |
| Pガールズ&パンツァー 劇場版            | 2021年5月  | 遊タイム搭載 |
| P新鬼武者 DAWN OF DREAMS               | 2021年8月  | 小当りRush搭載、V-ST仕様あり                                                                                            |
| Pルパン三世 2000カラットの涙           | 2022年2月  | 復活のマモーで搭載していたルパンキャノンのみ搭載、V-ST仕様あり                                                          |
| P麻雀物語4                             | 2022年6月  | |
| Pめぞん一刻～Wedding Story～           | 2022年6月  | アムテックス製、V-ST仕様あり                                                                                            |
| P黄門ちゃま 神盛2                      | 2022年8月  | アムテックス製 |
| Pルパン三世 消されたルパン2022         | 2022年10月 | ST+時短の甘デジのみ遊タイム搭載                                                                                         |
| Pターミネーター2 TYPE7500              | 2022年11月 | アムテックス製 |
| P銀河鉄道999 Next Journey              | 2022年12月 | アムテックス製、突破型甘デジのみ遊タイム搭載                                                                            |
| Pシティハンター 俺の心を震わせた日     | 2023年1月  | アムテックス製 |
| Pルパン三世 THE FIRST                  | 2023年3月  | 突破型V-STの甘デジのみ遊タイム搭載                                                                                      |
| eルパン三世 THE FIRST                  | 2023年4月  | HEIWA初のスマパチ、Cタイム搭載                                                                                          |
| Pバイオハザード RE:2                   | 2023年5月  | アムテックス製、二種タイプ、LT搭載仕様あり                                                                              |
| eキャッツ・アイ                        | 2023年7月  | スマパチ |
| eルパン三世 銭形からの招待状           | 2023年11月 | スマパチ、本機種よりPEACE WING枠初採用(既存のBRAST枠からのコンバート可)、P機仕様(甘デジ専用LT搭載機)あり                |
| Pラブ嬢 極嬢のハーレム体験             | 2024年5月  | アムテックス製 |
| PToLOVEるダークネス                    | 2024年6月  | ライトミドルと甘デジ版のみLT搭載                                                                                        |
| Pバンドリ！                            | 2024年8月  | |
| Pルパン三世 ONE COLLECTION             | 2024年10月 | アムテックス製、スマパチ仕様(超ブチヌキLT Ver.)と甘デジのみLT搭載                                                       |
| P戦国乙女7 〜終焉の関ヶ原〜            | 2025年1月  | アムテックス製、ラッキートリガー搭載                                                                                    |
| e範馬刃牙                              | 2025年6月  | アムテックス製、スマパチ、新枠「NEO-PEACE」初採用、ラッキートリガー搭載                                                 |
| e黄門ちゃま 寿限無                     | 2025年8月  | スマパチ、ラッキートリガー3.0+搭載、デカヘソ機                                                                          |

出典：パチンコ機種情報（パチンコビレッジ）／機種インデックス（P-WORLD）

## パチスロ機種
オリンピアをグループに収めた後、2010年からパチスロの発売は途絶えていたが、2018年の「南国育ち〜蝶々ver〜」（アムテックスブランド）から発売を再開した。

### 4号機（主要機種）
- 1999年 - スノーキー（初参入機）、ガイキッズ
- 2000年 - ルパン三世、大江戸桜吹雪2
- 2001年 - ゴルゴ13
- 2002年 - 不二子2
- 2003年 - アントニオ猪木という名のパチスロ機、ドロンジョにおまかせ
- 2004年 - アントニオ猪木自身がパチスロ機、主役は銭形
- 2005年 - 雷蔵伝（初の自社生産機）、麻雀物語2

### 5号機
※ ○印付きの機種は、平和BROSブランドでの発売
| 機種名                                 | 発売年月   | 備考                          |
| -------------------------------------- | ---------- | ----------------------------- |
| 人造人間キカイダー                     | 2006年2月  | 初の5号機                     |
| ゴルゴ13 THE PROFESSIONAL ○            | 2006年3月  |                               |
| アクアビーナス(-30)                    | 2006年12月 | 30パイ版は2007年5月発売       |
| 新日本プロレスまでもがパチスロ機 ○     | 2007年1月  |                               |
| TIMという名のパチスロ機 ○              | 2007年2月  |                               |
| ヤッターマン只今参上 ○                 | 2007年4月  |                               |
| アントニオ猪木も燃えるパチスロ機 ○     | 2007年6月  |                               |
| 日本ブレイク工業                       | 2007年7月  |                               |
| 俺の名はルパン三世 ○                   | 2007年7月  |                               |
| バリバリ伝説                           | 2007年9月  |                               |
| アニマル浜口のパチスロは気合いダァ!! ○ | 2008年2月  |                               |
| 真・黄門ちゃま                         | 2008年3月  |                               |
| 元祖!大江戸桜吹雪                      | 2010年1月  |                               |
| みどりのマキバオー                     | 2010年2月  |                               |
| トップをねらえ2!                       | 2010年7月  |                               |
| ルパン三世〜ルパン一族の秘宝〜         | 2010年9月  |                               |
| 南国育ち〜蝶々ver〜                    | 2018年9月  | 5.9号機、アムテックスブランド |

### 6号機 - 6.5号機
| 機種名                              | 発売年月   | 製造 | 備考                       |
| ----------------------------------- | ---------- | ---- | -------------------------- |
| 島漢 (-30)                          | 2019年1月  |      | 初の6号機                  |
| 南国娘2 (-30)                       | 2019年10月 | ※    | 30パイ版のみアムテックス製 |
| 花伝 (-30)                          | 2020年1月  | AM   | 4メインリール機            |
| 対魔導学園35試験小隊                | 2020年9月  |      | 以下、6.1号機              |
| 戦国乙女3～天剣を継ぐもの～         | 2021年1月  |      |                            |
| 南国育ち-30                         | 2021年1月  | AM   | 4メインリール機            |
| パチスロガールズ＆パンツァー 劇場版 | 2021年6月  |      |                            |
| 主役は銭形3                         | 2021年12月 |      | 6.2号機                    |
| パチスロうまい棒                    | 2021年12月 | AM   |                            |
| 南国物語-30                         | 2022年1月  | AM   |                            |
| キャッツ・アイ                      | 2022年6月  |      | 業界初の6.5号機            |
| Sアバサー(-30)                      | 2022年9月  | AM   |                            |
| S BIG島唄-30                        | 2022年9月  | OE   | 6.5号機                    |
| Sバハマ30                           | 2024年7月  | AM   | 6.5号機、「設定L」搭載     |

### スマスロ
| 機種名                              | 発売年月   | 製造 | 備考                 |
| ----------------------------------- | ---------- | ---- | -------------------- |
| Lバキ 強くなりたければ喰らえ!!!     | 2022年11月 | OL   | 初のスマスロ         |
| L主役は銭形4                        | 2023年5月  | OL   |                      |
| L戦国乙女4 戦乱に閃く炯眼の軍師     | 2023年9月  | OE   |                      |
| Lパチスロガールズ&パンツァー 最終章 | 2024年2月  |      |                      |
| L南国育ち                           | 2024年3月  | OE   | 「設定L」搭載        |
| L黄門ちゃま天                       | 2024年9月  | OL   |                      |
| Lバンドリ!                          | 2024年11月 | OE   |                      |
| Lルパン三世 大航海者の秘宝          | 2024年12月 |      |                      |
| L島娘                               | 2025年1月  | OL   |                      |
| L麻雀物語                           | 2025年4月  | OE   |                      |
| LBプレミアムうまい棒                | 2025年6月  | OE   | ボーナストリガー搭載 |

製造：無印 - 平和、AM - アムテックス、OE - オリンピアエステート、OL - オリンピア
出典：パチスロ機種情報（パチンコビレッジ）／機種インデックス（P-WORLD）

## 株式会社アムテックス
1986年設立の関連会社。設立当初はパチンコ関連の基礎研究を目的とした「アムテックス研究所」だったが、後にパチンコ機の開発にも参入。主に羽根モノ・権利物系のパチンコ機を取り扱う。
機種一覧
| 機種名                                           | 発売年月   | 備考 |
| ------------------------------------------------ | ---------- | --- |
| CRタコラッシュミニ                               | 2010年6月  | 権利物タイプ |
| CRAネオビッグシューター                          | 2010年9月  | 羽根モノ、自力継続タイプ |
| CRタイムボカン                                   | 2011年3月  | 羽根モノ、完走タイプ |
| CRホー助ミニ                                     | 2011年7月  | 権利物タイプ |
| CR鉄火ばぁば                                     | 2011年12月 | 権利物タイプ |
| CRハイパーキングダム                             | 2012年3月  | |
| CRAトキオデラックス                              | 2012年7月  | 羽根モノ、完走タイプ 大当たりラウンド数も役物で抽選 |
| CRAビッグシューターX                             | 2013年8月  | 羽根モノ、完走タイプ |
| CRAビッグシューターゼロ                          | 2014年9月  | 羽根モノ、自力継続・完走タイプの当たりをWで搭載 |
| CRA祭りだ!サブちゃん                             | 2015年1月  | 羽根モノ、完走タイプ |
| CRAトキオプレミアム                              | 2015年11月 | 羽根モノ、完走タイプ 大当たりラウンド数も役物で抽選 |
| CRドラム黄門ちゃま またまたゴチでやんす!         | 2016年8月  | |
| CR南国育ち 羽根                                  | 2017年4月  | 旧1種2種混合機 |
| CR麻雀物語 役満乱舞のドラム大戦                  | 2017年10月 | |
| CRアントニオ猪木 打てばわかるさ!ありがとぉー!!!  | 2018年2月  | |
| CRAトキオスペシャル                              | 2018年4月  | 羽根モノ、完走タイプ 大当たりラウンド数も役物で抽選 |
| CR綱取物語〜横綱7戦全力〜                        | 2018年7月  | リミッター付き2種タイプ |
| CR戦国乙女5〜10th Anniversary〜                  | 2018年8月  | 2018内規対応スペックは6段階設定(ライトミドル)と設定非搭載(甘デジ)の2機種                                                                                  |
| CRキャッツ・アイ〜最高のお宝、頂きに上がります〜 | 2019年5月  | 2018内規対応スペックは3段階設定(甘デジ)のみ |
| Pトキオブラック                                  | 2019年9月  | 羽根モノ、完走タイプ・4回ループ式 |
| Pホー助くん                                      | 2019年12月 | リミッター付き2種タイプ |
| P南国育ち〜デカパトver.〜                        | 2020年1月  | |
| Pホームランキング                                | 2020年3月  | 6段階設定 |
| P銀河鉄道999 PREMIUM                             | 2020年3月  | |
| P戦国乙女6 暁の関ヶ原                            | 2020年10月 | 新枠「BRAST」採用、遊タイム搭載 |
| P新日本プロレスリング                            | 2020年12月 | 王者枠、6段階設定 |
| Pピンクレディー                                  | 2021年4月  | |
| Pニュートキオ                                    | 2021年6月  | 新枠「パプリカ」採用 羽根モノ、完走タイプ 大当たりラウンド数も役物で抽選 ヘソ始動口の保留の有無が異なる2スペック デバイスはボタンのみ(ブラストギア非搭載) |
| Pめぞん一刻～Wedding Story～                     | 2021年7月  | |
| Pうまい棒                                        | 2021年10月 | リミッター付き、パプリカ枠の為デバイスはボタンのみ(ブラストギア非搭載)                                                                                    |
| Pバキ                                            | 2021年11月 | パプリカ枠の為デバイスはボタンのみ(ブラストギア非搭載) |
| P戦国乙女 LEGEND BATTLE                          | 2022年7月  | 遊タイム搭載、甘デジ仕様ではST機 |
| P黄門ちゃま 神盛2                                | 2022年8月  | |
| Pポチッと一発!おだてブタ2                        | 2024年1月  | 羽根モノ |
| PニュートキオGREEN                               | 2024年2月  | 羽根モノ |

## 主な提供番組
- ロンドンハーツ（テレビ朝日系列、火曜21時枠、2009年10月 - ） ※前後半交代枠（各社扱い）の一社として提供
- 秘密のケンミンSHOW（読売テレビ制作・日本テレビ系列、木曜21時枠、2010年10月 - ）
- ニッポン放送ショウアップナイター・NRNナイター（ニッポン放送）
- Rio RainbowGate!（TOKYO MX、テレビ愛知、毎日放送、BS11）※メイン提供は原作のRioシリーズの開発元であるコーエーテクモウェーブではなくなぜか平和になっている[注 4]。
- 戦国乙女〜桃色パラドックス〜（テレビ東京系列、深夜アニメ枠） ※放送キー局のテレビ東京のみ、地上波のネット局はAC差し替え
- 月曜ドラマ「鈴木先生」（テレビ東京系列、月曜22時枠）※なお、テレ東での同時ネット分での提供枠はシアターGOLD(※前述)に枠を移動している。
- シアターGOLD・海外ドラマ「24」シーズンIV（テレビ東京系列、水曜21時枠、2011年9月まで）
- 雑学王（テレビ朝日系列、ネオバラエティ月曜枠、2011年9月まで）
- シルシルミシル（テレビ朝日系列、ネオバラエティ水曜枠、2011年9月まで）
- やべっちFC（テレビ朝日系列、日曜深夜枠（23-0時台）、2011年9月まで）
- ルパン三世シリーズ（日本テレビ系列）
  - ルパン三世 PART4（2015年10月 - 2016年3月）※初回放送時のみ一社提供。実質再放送分は除く。
  - ルパン三世 PART6（2021年12月 - ）

## スポンサー活動
- HEIWA・PGMチャンピオンシップ - 男子プロゴルフトーナメント。